# Paul Joseph Marie Giacobbi

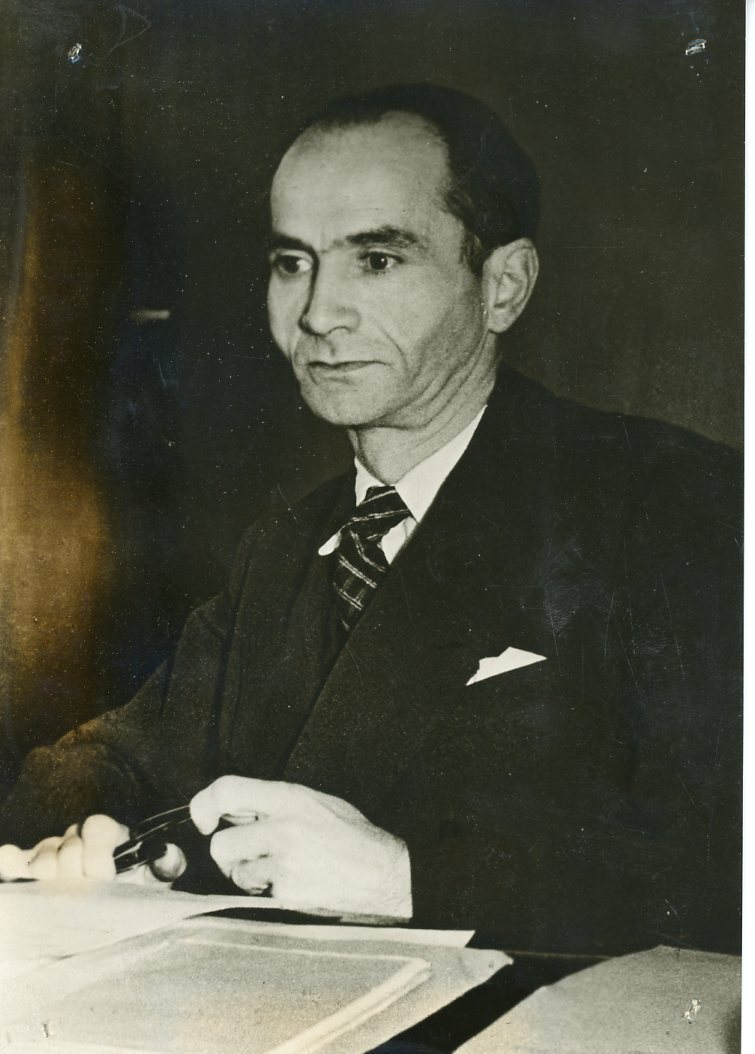
Paul Joseph Marie Giacobbi

Paul Joseph Marie Giacobbi (Venaco, Corsica, 18 maart 1896 - Parijs, 5 april 1951), was een Frans politicus.

## Biografie
Paul Giacobbi werd in 1938 voor het eiland Corsica in de Senaat (Sénat) gekozen. Hij was ook burgemeester van Venaco (Corsica), maar werd door het Vichy-bewind ontslagen. Hij nam deel aan de Bevrijding van Corsica en daarna was Giacobbi voorzitter van de Algemene Raad van het eiland.
Paul Giacobbi werd na de Tweede Wereldoorlog werd hij bij de parlementsverkiezingen van 1945 voor de Parti Républicain, Radical et Radical-Socialiste (PRS) in Franse Nationale Vergadering (Assemblée Nationale) gekozen. Hij vertegenwoordigde het departement Haute-Corse. Giacobbi, een aanhanger van generaal Charles de Gaulle, sloot zich in 1947 aan bij de door De Gaulle opgerichte Rassemblement du Peuple Français (RPF). Hij was vervolgens van 1947 tot 1949 fractievoorzitter van de RPF in de Franse Nationale Vergadering.
Paul Giacobbi overleed op 5 april 1951 - hij was pas 55 jaar - te Parijs.

## Ministerschappen

### PRS
- Minister van Productie en Brandstof in het kabinet-De Gaulle I (26 augustus - 4 september 1944)
- Minister van Brandstof in het kabinet-De Gaulle I (4 september - 16 november 1944)
- Minister van Koloniën in het kabinet-De Gaulle I (16 november 1944 - 21 november 1945)
- Minister van Onderwijs in het kabinet-De Gaulle II (21 november 1945 - 26 januari 1946)

### RPF
- Minister van Staat belast met Openbare Functies en Administratieve Hervormingen in het kabinet-Queuille II (2 juli - 12 juli 1950)
- Minister zonder Portefeuille in het kabinet-Pleven I (12 juli 1950 - 10 maart 1951